# Нікольська
Ніко́льська (рос. Никольская) — присілок у складі Верховазького району Вологодської області, Росія. Входить до складу Верхівського сільського поселення.

## Населення
Населення — 5 осіб (2010; 16 у 2002).
Національний склад (станом на 2002 рік):
- росіяни — 100 %